# Oberonia radicans
Oberonia radicans är en orkidéart som beskrevs av Rudolf Schlechter. Oberonia radicans ingår i släktet Oberonia och familjen orkidéer. Inga underarter finns listade i Catalogue of Life.